# Mank (film)
Mank – amerykański film biograficzny z 2020 roku opowiadający historię Hermana J. Mankiewicza podczas jego pracy nad scenariuszem, który okaże się być Obywatelem Kane’em (1941). Nakręcony w czerni i bieli, Mank został napisany przez Jacka Finchera oraz wyreżyserowany przez jego syna, Davida. W roli głównej wystąpił Gary Oldman, oprócz niego pojawili się m.in. Amanda Seyfried, Lily Collins, Arliss Howard, Tom Pelphrey, Charles Dance, Ferdinand Kingsley, Sam Troughton, Toby Leonard Moore oraz Tom Burke. Za zdjęcia odpowiadał Erik Messerschmidt, a muzykę skomponowali Trent Reznor i Atticus Ross.
Pomysł na realizację Manka zrodził się już w latach 90., kiedy to, z gotowym scenariuszem ojca, David Fincher planował nakręcić film po premierze Gry (1997). Projekt jednak nigdy się nie ziścił, a Jack Fincher zmarł w 2003 roku. W czerwcu 2019 oficjalnie ogłoszono realizację filmu; ta miała miejsce między listopadem tegoż roku a lutym przyszłego.
Mank był pierwszym filmem Finchera nakręconym dla Netfliksa, po podpisaniu z serwisem kontraktu na wyłączność. Premiera streamingowa odbyła się 4 grudnia 2021; ograniczone pokazy kinowe miały miejsce od 13 listopada. Przyjęcie filmu wśród krytyki było pozytywne – spośród wszystkich filmów nominowanych do Oscara na 93. gali ich wręczenia, Mank przewodził z nominacjami w 10. kategoriach, z których 2 zamieniły się na statuetki (najlepsze zdjęcia oraz najlepsza scenografia).

## Fabuła

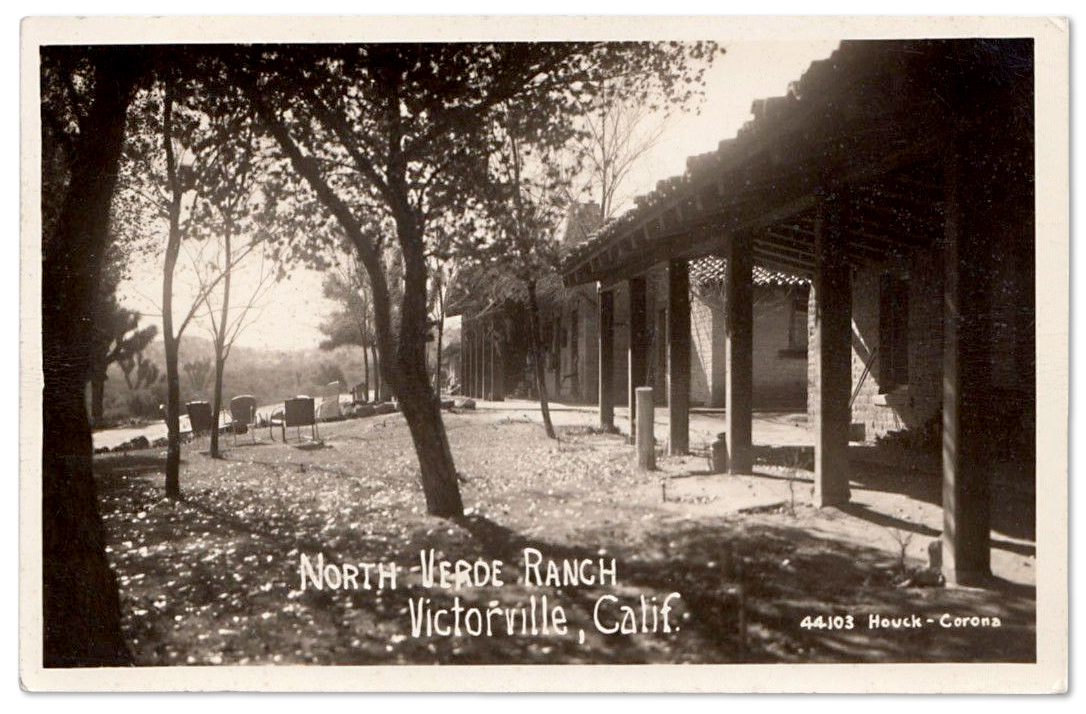
Ranczo w Victorville, w którym Mankiewicz pisał scenariusz filmu.

W 1940 r. reżyser teatralny Orson Welles planujący debiut filmowy, dostaje wolną rękę od wytwórni RKO. Do napisania scenariusza (roboczo nazwanego American),  Welles zatrudnia Hermana J. Mankiewicza, kurującego się po wypadku samochodowym dziennikarza i scenarzystę z problemem alkoholowym. Sekretarka Rita, której Mankiewicz dyktuje scenariusz, zauważa podobieństwo między głównym bohaterem scenariusza, Charlesem Fosteren Kanem a magnatem medialnym Williamem Randolphem Hearstem.
W 1930 Mankiewicz odwiedza plan zdjęciowy studia MGM, w którym zauważa Marion Davies, która przedstawia go Hearstowi. W 1933, Hearst, po tym jak polubił Mankiewicza, zwłaszcza jego cięty język w opowieściach, zaprasza go następnie do swojego zamku na urodziny producenta L. B. Mayera, w którym mężczyźni dyskutują o dojściu nazistów do władzy w Niemczech oraz o nadchodzących wyborach na gubernatora Kalifornii, w których Mankiewicz stoi w opozycji do reszty gości, udzielając poparcia socjalistycznemu kandydatowi Uptonowi Sinclairowi.
W 1934 roku, Herman, oraz jego brat Joseph L. Mankiewicz zaczynają pracę dla Mayera w jego studiu. Działacze studia, aktywnie anty-Sinclairowscy, za pieniądze Hearsta, kręcą filmy propagandowe przeciwko socjalistycznemu kandydatowi, nakręcając czarny PR. Herman próbuje namówić Marion Davies, by filmy nie zostały wydane, jednak zastaje ją opuszczającą MGM dla studia braci Warner. Później, Herman i jego żona Sara, pojawiają się bankiecie, na którym Mayer ogłasza republikańskiego kandydata Franka Merriama zwycięzcą wyborów.
W 1937 roku pijany Mankiewicz, spóźniony na przyjęcie Hearsta, opowiadając pomysł na film ubliża zebranym gościom oraz wymownie wplata w opowieść postaci bazujące na Hearscie oraz Davies. Oburzony Mayer nazywa Mankiewicza błaznem i uświadamia go, że jest on na utrzymaniu Hearsta; Hearst następnie opowiada Mankiewiczowi alegorię o małpie i kataryniarzu, wyprowadzając go z przyjęcia.
W 1940 roku Welles próbuje namówić Mankiewicza, by ten zrzekł się praw autorskich do Obywatela Kane’a, oferując mu wykupienie dzieła przez studio. Mankiewicz nie godząc się, prowokuje w Wellesie wściekłość. Po jej wybuchu Mankiewicz dopisuje ostatnie sceny zgorzkniałego Charlesa Fostera Kane’a. Welles i Mankiewicz zostają przy wspólnych prawach autorskich, a za scenariusz otrzymują Oscara; żaden z nich nie pojawia się na ceremonii ich wręczenia.

## Obsada
- Gary Oldman jako Herman J. Mankiewicz
- Amanda Seyfried jako Marion Davies
- Lily Collins jako Rita Alexander, sekretarka Hermana[a]
- Arliss Howard jako L. B. Mayer
- Tom Pelphrey jako Joseph L. Mankiewicz
- Charles Dance jako William Randolph Hearst
- Sam Troughton jako John Houseman
- Ferdinand Kingsley jako Irving Thalberg
- Tuppence Middleton jako Sara Mankiewicz, żona Hermana
- Tom Burke jako Orson Welles
- Joseph Cross jako Charles Lederer
- Jamie McShane jako Shelly Metcalf (postać fikcyjna)
- Toby Leonard Moore jako David O. Selznick
- Monika Gossmann jako Fräulein Frieda, opiekunka domu Hermana
- Leven Rambin jako Eve Metcalf, żona Shelly'ego (postać fikcyjna)
- Bill Nye jako Upton Sinclair
- Jeff Harms jako Ben Hecht

## Produkcja
Dziennikarz i scenarzysta Jack Fincher już na początku lat 90. XX wieku zainteresował się biografią Hermana J. Mankiewicza, która miała być jego ostatnim projektem przed emeryturą; w 1992 przedstawił synowi Davidowi wczesny szkic scenariusza, który jednak odrzucił go, nazywając go „pośmiertną tyradą arbitrażową”. Podstawę tej wersji scenariusza stanowił esej krytyczki Pauline Kael pt. „Raising Kane” (1971), w którym autorka kwestionuje wkład Orsona Wellesa w scenariusz Obywatela Kane’a (1941), konkludując, że jedynym prawowitym autorem tegoż był Mankiewicz. Tekst Kael od samego początku był kwestionowany, by z biegiem czasu zostać niemalże całkowicie obalonym. Sam David Fincher przyznał później, że nie miał zamiaru rozstrzygać sporu o autorstwo, interesowało go stworzenie filmu o człowieku, który „zgodził się nie dostać żadnych praw autorskich, a potem zmienił zdanie”.
Bliżej produkcji film był pod koniec lat 90., kiedy to po premierze Gry (1997) Fincher planował nakręcić Manka dla PolyGram Pictures – wówczas w roli Mankiewicza pojawić miał się Kevin Spacey, a Marion Davies zagrać miała Jodie Foster. Projekt spalił jednak na panewce, jako że studio nie zgodziło się na nakręcenie filmu w czerni i bieli.
Produkcja filmu została oficjalnie ogłoszona przez Finchera w czerwcu 2019, wraz z nią ogłoszono, iż w tytułową rolę wcieli się Gary Oldman. W październiku tego samego roku ogłoszono resztę głównej obsady. Jeszcze przed wejściem na plan David Fincher przekazał scenariusz do poprawki w ręce producenta filmu Erika Rotha, czując że jego doświadczenie w scenopisarstwie pomoże doszlifować tekst. W listopadzie 2020 Fincher podpisał czteroletni kontrakt na wyłączność z serwisem streamingowym Netflix, z którym współpracował już przy okazji serialu Mindhunter. Mank był pierwszym pełnometrażowym filmem Finchera powstałym po podpisaniu tejże umowy.

### Realizacja

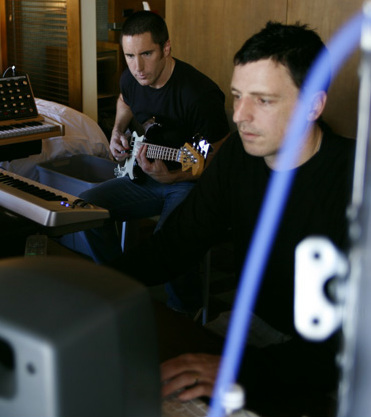
Autorzy muzyki do filmu – Trent Reznor i Atticus Ross.

Nagrywanie filmu miało miejsce od 1 listopada 2019 do 4 lutego 2020 w Los Angeles oraz w Victorville, Glendale, Pasadenie, a także w ogrodach biblioteki Huntington w San Marino (Kalifornia). Film, którego reżyserem zdjęć był Erik Messerschmidt, nakręcono w czerni i bieli na kamerach cyfrowych marki RED; estetyka Manka powielała tę zaprezentowaną przez Gregga Tolanda w Obywatelu Kanie. Sceny odbywające się w nocy, aby uzyskały zamierzone oświetlenie, nakręcono w ciągu dnia techniką zwaną nocą amerykańską.

### Postprodukcja
Film zmontował stały montażysta Finchera Kirk Baxter. Podobnie jak każdy inny film Finchera, Mank w sporym stopniu używa pomocy komputerowo generowanych obrazów, by lepiej oddać szczegóły epoki. Po zebraniu dźwięku na planie, został on skompresowany, aby brzmieć jak te z filmów złotej ery. Muzyka, autorstwa Trenta Reznora i Atticusa Rossa, skomponowana wyłącznie na autentycznych epokowo instrumentach, została nagrana przy użyciu starych mikrofonów, aby nadać jej charakterystyczny dźwięk przypominający lata 40..

## Wydanie
Ograniczone pokazy kinowe odbywały się od 13 listopada 2020, na Netfliksie film zagościł 4 grudnia. Tylko w pierwszym dniu Mank był w dziesiątce najchętniej oglądanych produkcji w serwisie.. Całkowite przychody kinowe szacuje się na około 100 tys. dolarów.

### Odbiór
Mank uzyskał uznanie krytyków. Agregator Rotten Tomatoes na 340 recenzji 83% zliczył jako „pozytywne”. Szeroko chwalono w szczególności aspekty wizualne i techniczne filmu. Pisząc dla portalu Filmweb Jakub Popielecki, w bardzo pozytywnej recenzji, zauważa, że mieszający prawdę z fikcją Mank to „na poły hołd dla Fabryki Snów, na poły szpila dla Fabryki Kłamstw”; uważa także za intrygujący fakt, iż David Fincher – reżyser znany z niepisania scenariuszy, opowiada historię właśnie z punktu widzenia scenarzysty. Przyznając filmowi najwyższą ocenę pięciu gwiazdek w recenzji dla The Guardian Peter Bradshaw podobnie pochwalił grę między prawdą a fikcją, zauważając także paralele między życiem Mankiewicza a Jacka Finchera.